# Pałac w Zagórzanach
Pałac w Zagórzanach – zabytkowy pałac z XIX wieku wybudowany przez Tadeusza Skrzyńskiego według projektu Franciszka Marii Lanciego.

Położony jest we wsi Zagórzany, w południowo-wschodniej części województwa małopolskiego, ok. 6 km od centrum Gorlic.

Stanowi jedną z najbardziej reprezentatywnych siedzib neogotyckich w Polsce.

## Architektura
Pałac w Zagórzanach to obiekt murowany, o trzech kondygnacjach naziemnych, podpiwniczony. Posiada cztery skrzydła. Powierzchnia budynku wynosi około 2400 m².

Elementy budowli charakterystyczne dla stylu neogotyckiego uwidaczniają ostre łuki w otworach bram, drzwi i okien oraz niewielkie ozdobne wieżyczki (pinakle), spiczaste hełmy pokrywające kilka baszt oraz budynek wartowni (kordegarda). Pomieszczenia skupione zostały wokół wewnętrznego dziedzińca. Bogata i skomplikowana bryła ożywiona była przede wszystkim wieżami, basztami i attykami w formie krenelaży, a także różnymi kształtami otworów: ostrołukowa brama wjazdowa w fasadzie, rząd portefenetrów wychodzących na taras zamkniętych łukiem półkolistym, okrągłe okienka w fasadzie, ponadto okna prostokątne z charakterystycznymi prostymi nadokiennikami załamanymi ku dołowi.
 Mury zostały wykonane z cegły pełnej na zaprawie wapiennej, do wykonania ścian piwnic użyto również kamienia łamanego. Stropy w większości drewniane tak jak schody wewnętrzne. Schody zewnętrzne wykonane z betonu. Dach na większej części był drewniany, gdzieniegdzie kryty blachą ocynkowaną. W środku podłogi były wyłożone klepkami bukowymi i dębowymi.  Budynek wyróżniała bogata dekoracja, fryzy, balkony, portale czy obramienia okien. 
W pałacu była sala teatralna.

Malownicza architektura ukształtowana przez Franciszka Marię Lanciego została w dużej mierze zatarta przez dwie przebudowy: około roku 1900 wybudowano na miejscu dawnego nowy taras na arkadach wspartych na kolumnach, a w roku 1928 dobudowano do pałacu nowe, niewielkie skrzydło. Wieżę, ujmującą fasadę z lewej strony, zastąpiono nową – niższą i potężniejszą, zniesiono hełm nad wieżą kwadratową, dodano do niej trójboczny ryzalit z ogromnymi oknami, nowe wielkie okna wybito w elewacji nad tarasem. W wyniku tej przebudowy pałac otrzymał piętno późnego gotyku angielskiego, które zachował do dziś. Projektodawcą nowej szaty pałacu zagórzańskiego był znany architekt, Juliusz Nagórski.

## Park krajobrazowy
Pałac stanowi główny obiekt rozległego założenia rezydencjonalnego. Wokół budowli rozpościerał się kilkunastohektarowy park krajobrazowy zaprojektowany w stylu angielskim, ogrodzony murem ceglanym z arkadami i bramami od strony drogi głównej oraz siatką od ulicy Jesionowej. Granicę północną i zachodnią tworzy potok Moszczanka, będący jednym z dopływów rzeki Ropy. Rosły w nim okazałe drzewa i egzotyczne krzewy, znajdowały się też altanki, palmiarnia z małpami, ptaszarnia z egzotycznymi ptakami, rzeźby z białego alabastru, staw i pawilon ogrodowy. Cała posiadłość ma około 14 hektarów i podzielona jest na 4 działki. 
 
Do parku prowadzą dwie bramy. Jedna usytuowana jest na rogu drogi nr 979 i ul. Jesionowej. Brama wraz z budynkiem mieszkalnym została zbudowana w 1928 roku. Nad bramą można zauważyć herb Skrzyńskich Zarembów. 
Druga brama znajduje się kilkaset metrów na zachód i prowadzi do budynku gospodarczego.

Jeden z opisów Pałacu w Zagórzanach z 1875 roku brzmi następująco:

"Wśród zieloności i cienia angielskiego parku wznosi się gmach ciosowy o sześciu wieżach, w kwadrat zbudowany, w stylu starych szkockich zamków, jakby odtworzony z powieści Waltera Skotta. Przy świetle księżyca zamek ten dziwnie fantastyczne sprawuje wrażenie, odbijając się w przeźroczu jeziora. Zamek ten budowanym był przez słynnego architekta Lanciego a gustu w urządzeniu parku i wnętrza zapewne dodawać musieli: słynny estetyk Józef Kremer i Wincenty Pol, którzy tu długo przebywali."
W niedalekim sąsiedztwie usytuowano Mauzoleum rodziny Skrzyńskich, zaprojektowane przez Mariana Teodora Talowskiego, w kształcie egipskiej piramidy z krzyżem u podstawy.

## Właściciele pałacu

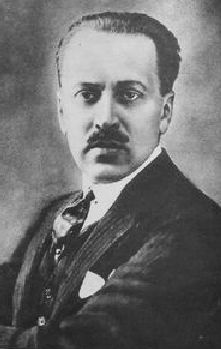
Aleksander Skrzyński

Pierwszym właścicielem pałacu był Tadeusz Skrzyński. Był znany między innymi z tego, iż utrzymywał liczne kontakty z ludźmi kultury. Występował jako mecenas artystów, chętnie się nimi otaczał. W pałacu założył szkółkę dla szlachcianek, w której wykładał poeta i geograf Wincenty Pol. Tam też poeta pisał część swoich utworów. Przebywał tu także w czasach swojej młodości słynny malarz Artur Grottger.
Po Tadeuszu Skrzyńskim posiadłość odziedziczył jego syn Władysław, który około roku 1883 został ubezwłasnowolniony z powodu fizycznej i psychicznej niezdolności. W niedługim czasie spadkobiercy sprzedali jego dobra. Kolejnymi właścicielami zostali między innymi hrabia Łoś oraz hr. Józef i Anna Ciechońscy. Po odkupieniu Zagórzan w roku 1885 do pałacu wraz z rodziną przeniósł się hrabia Adam Skrzyński.

Po jego śmierci spadkobiercą całego dziedzictwa został hrabia Aleksander Skrzyński, ostatni z rodu Skrzyńskich, polityk II Rzeczypospolitej.

Po tragicznej śmierci hrabiego, zgodnie z jego testamentem dziedziczką dóbr Skrzyńskich zostaje jego siostra Maria Joanna Skrzyńska-Sobańska.
W roku 1939 pałac został zajęty przez sztab niemiecki jako baza sprzętu bojowego dla oddziałów na Podkarpaciu. Po wycofaniu się armii niemieckiej pałac przejął sztab Armii Czerwonej. Mury zagórzańskiego pałacu przetrwały I i II wojnę światową. Dewastacja zabytku rozpoczęła się po roku 1945. Wcześniej już (według zapisu w Manifeście Lipcowym) władze zajęły się parcelacją gruntów hrabiego i rozdawaniem ich chłopom. Dopiero w roku 1949 rozpoczęto odbudowę pałacu, gdy jeszcze cały szkielet budowli nie został naruszony.
Prace nad rekonstrukcją obiektu trwały do 1952 roku. W pałacu odremontowano część pomieszczeń i całość przeznaczono na Państwowy Dom Młodzieżowy dla sierot po II wojnie światowej (początek naboru młodzieży w 1950 roku). Był to jeden z największych tego typu ośrodków w Polsce. Wychowankowie domu młodzieżowego mieli możliwość zdobywać wykształcenie, dbali o park, pracowali w ogrodzie warzywnym i zielarskim, zajmowali się gospodarstwem rolnym. Później dom młodzieżowy przekształcono na Państwowy Dom Dziecka w Zagórzanach.
W latach 1970–1990 były prowadzone prace remontowe. Zdołano wyremontować jedynie kordegardę i rozpocząć remont w budynku głównym, odnowiono elewacje, naprawiono dach i wykonano żelbetonowe stropy. Dalsze prace zostały wstrzymane z powodu braku pieniędzy kuratorium oświaty i zmian administracyjnych.
W roku 1989 posiadłość rodowa Skrzyńskich stała się własnością Skarbu Państwa w trybie przepisów dekretu o przeprowadzaniu reformy rolnej.
17 czerwca 1992 roku posiadłość odzyskał po ojcach i dziadach Aleksander Maria Sobański, jednak po jego śmierci w 1994 roku pałacem i parkiem nikt ze spadkobierców się nie interesował. Brak właściwego zabezpieczenia posiadłości doprowadził do jej systematycznego niszczenia przez czas i ludzi.
Ostatni właściciel, w ciągu kilku lat  przeprowadził prace porządkowe i remontowe, związane między innymi z odbudową dachu. Nieżyjący już niestety prof. Bogusław Frańczuk marzył, by pałac stał się centrum nauki. I konsekwentnie dążył do celu. Na drodze stanęła mu niestety choroba, a później przedwczesna śmierć. Obecnie pałac jest na sprzedaż i czeka na nowego właściciela.

## Galeria zdjęć

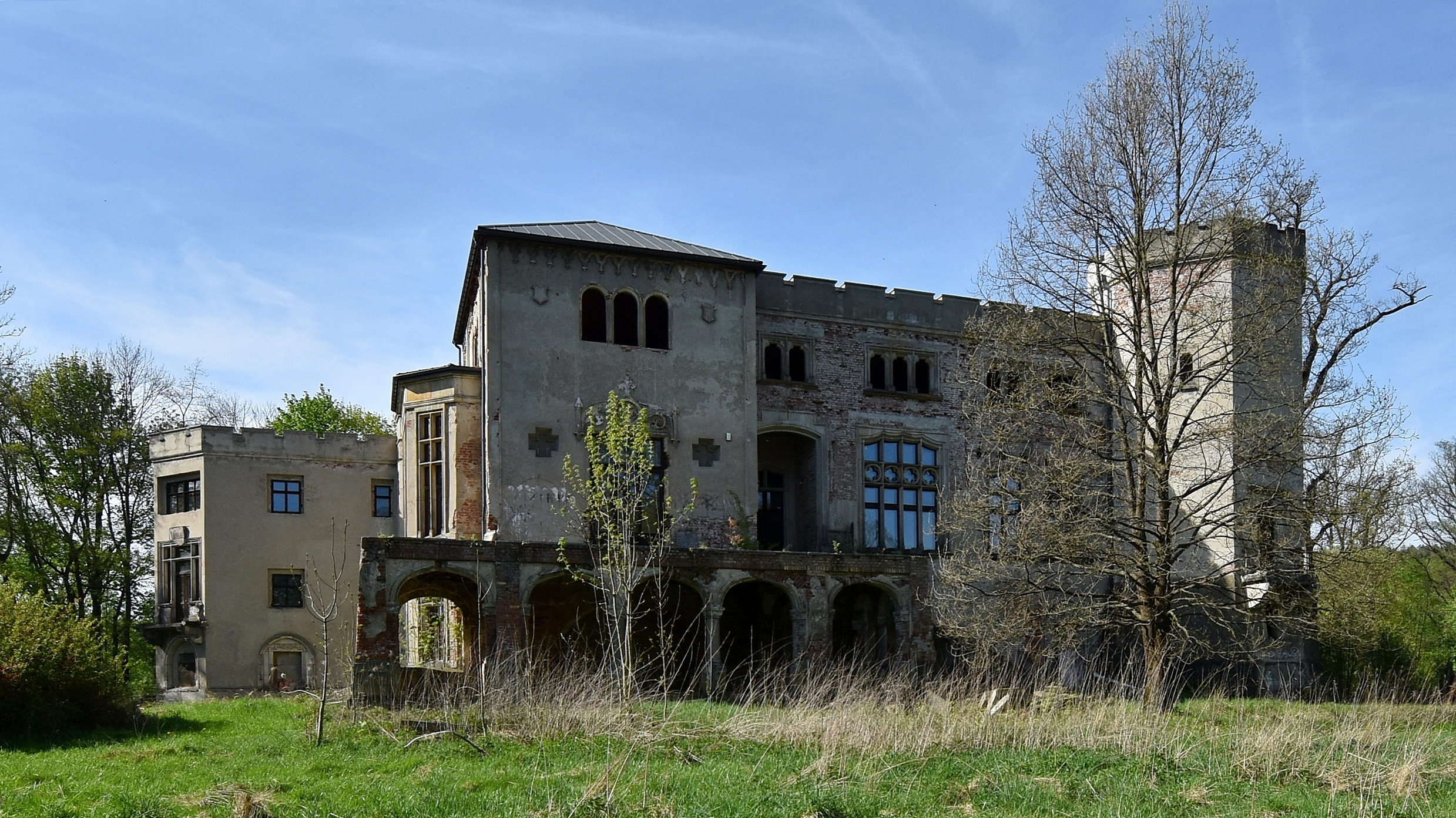
Elewacja południowa
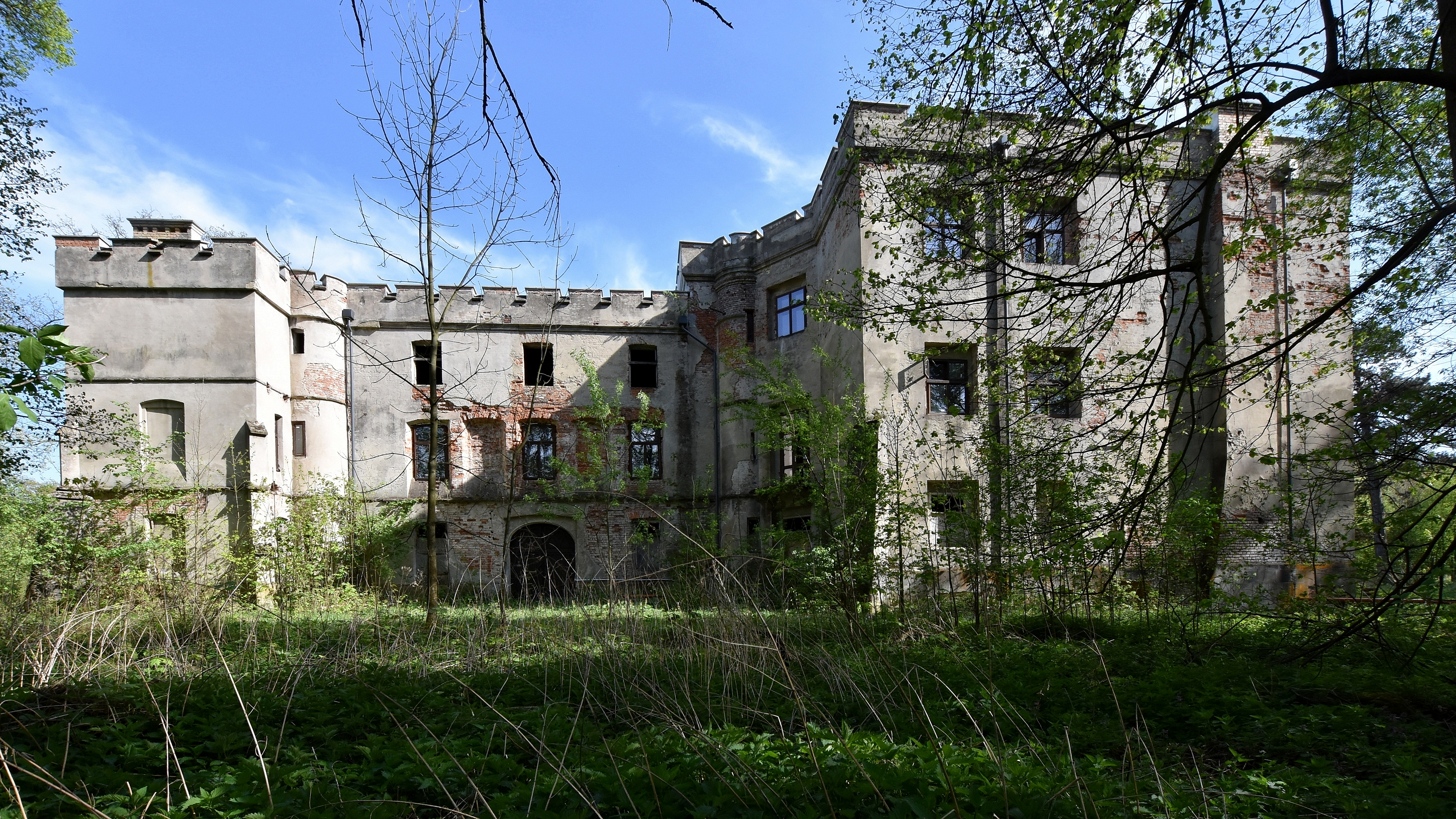
Elewacja północna
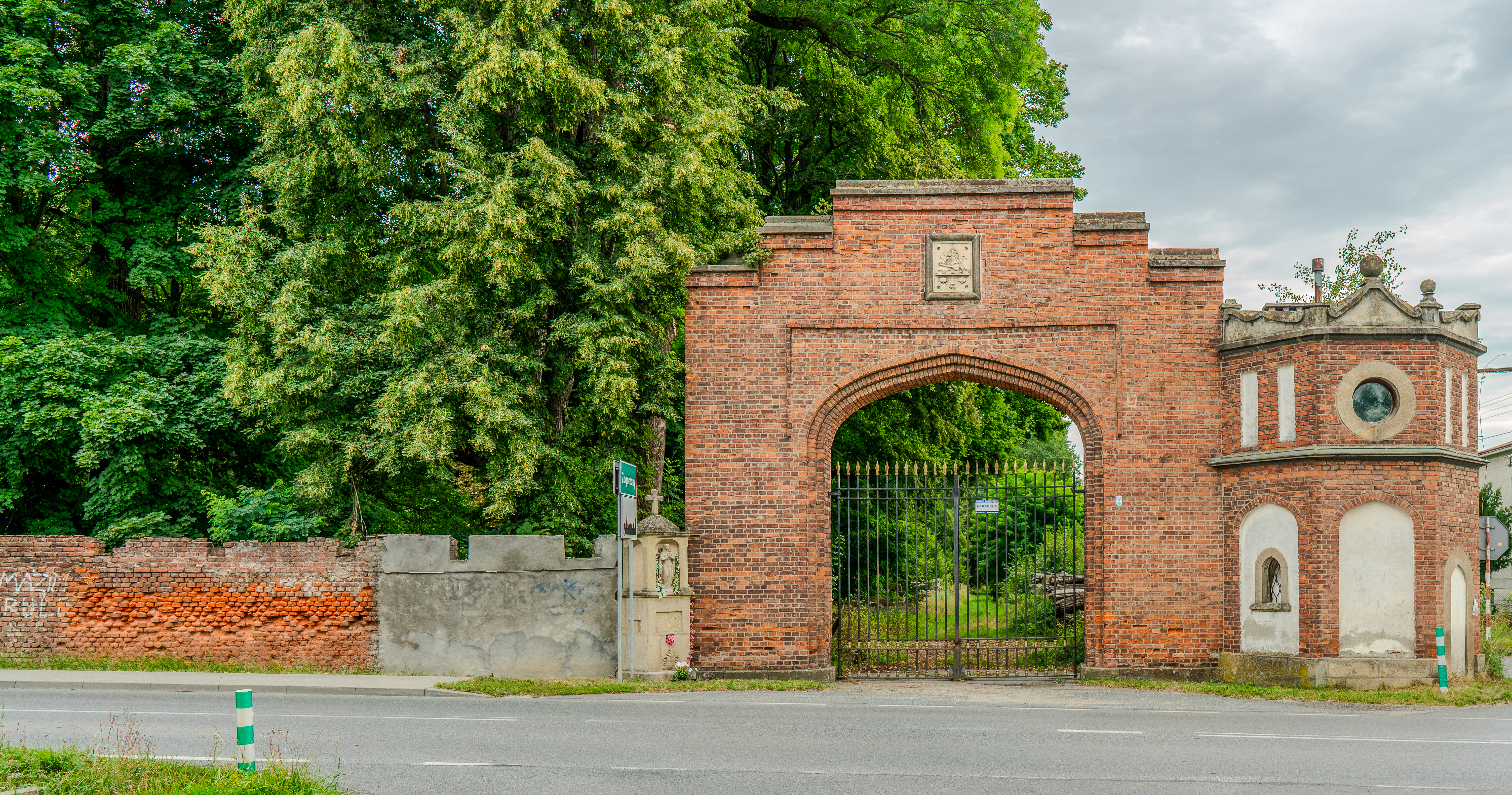
Brama wjazdowa
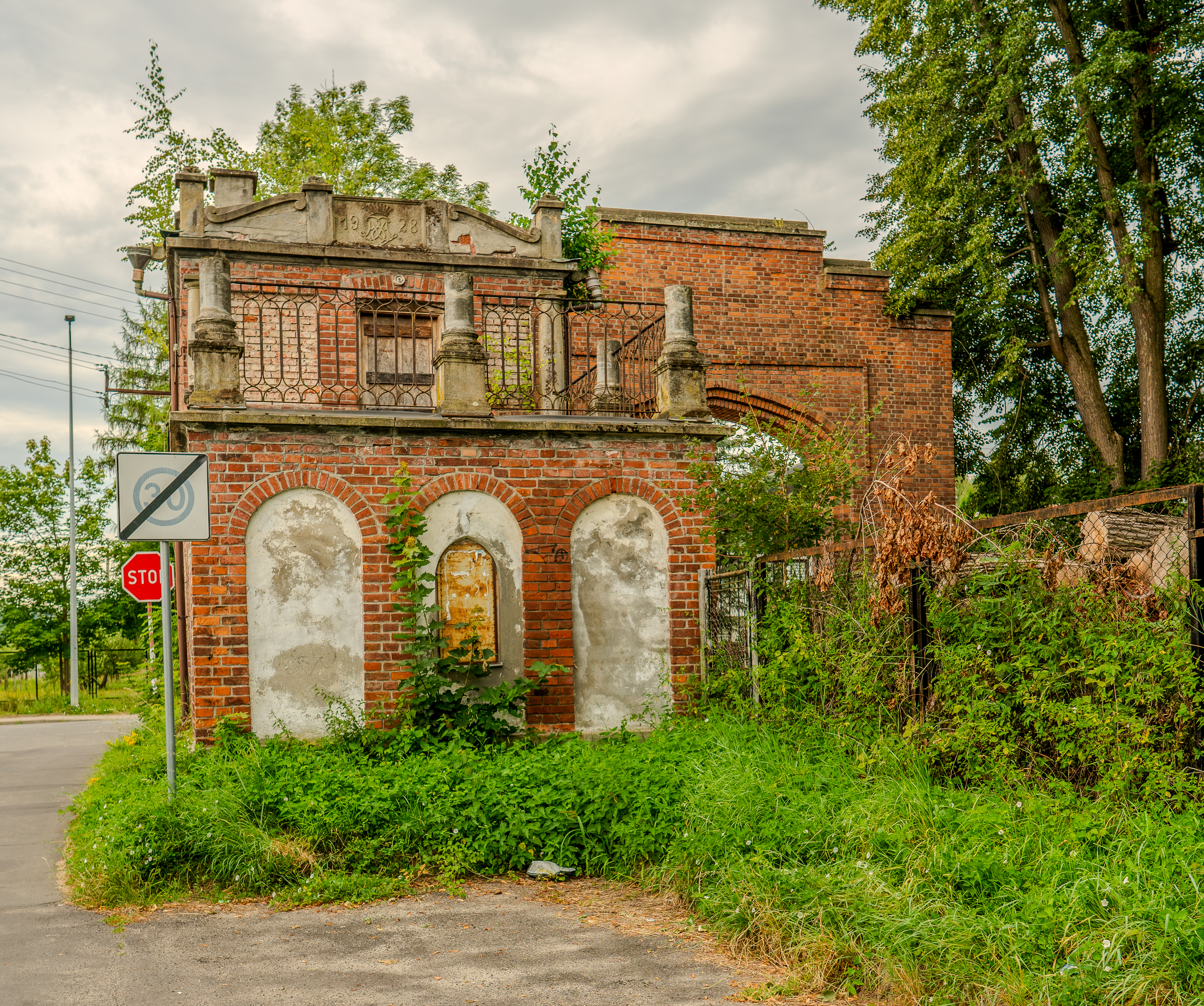
Kordegarda
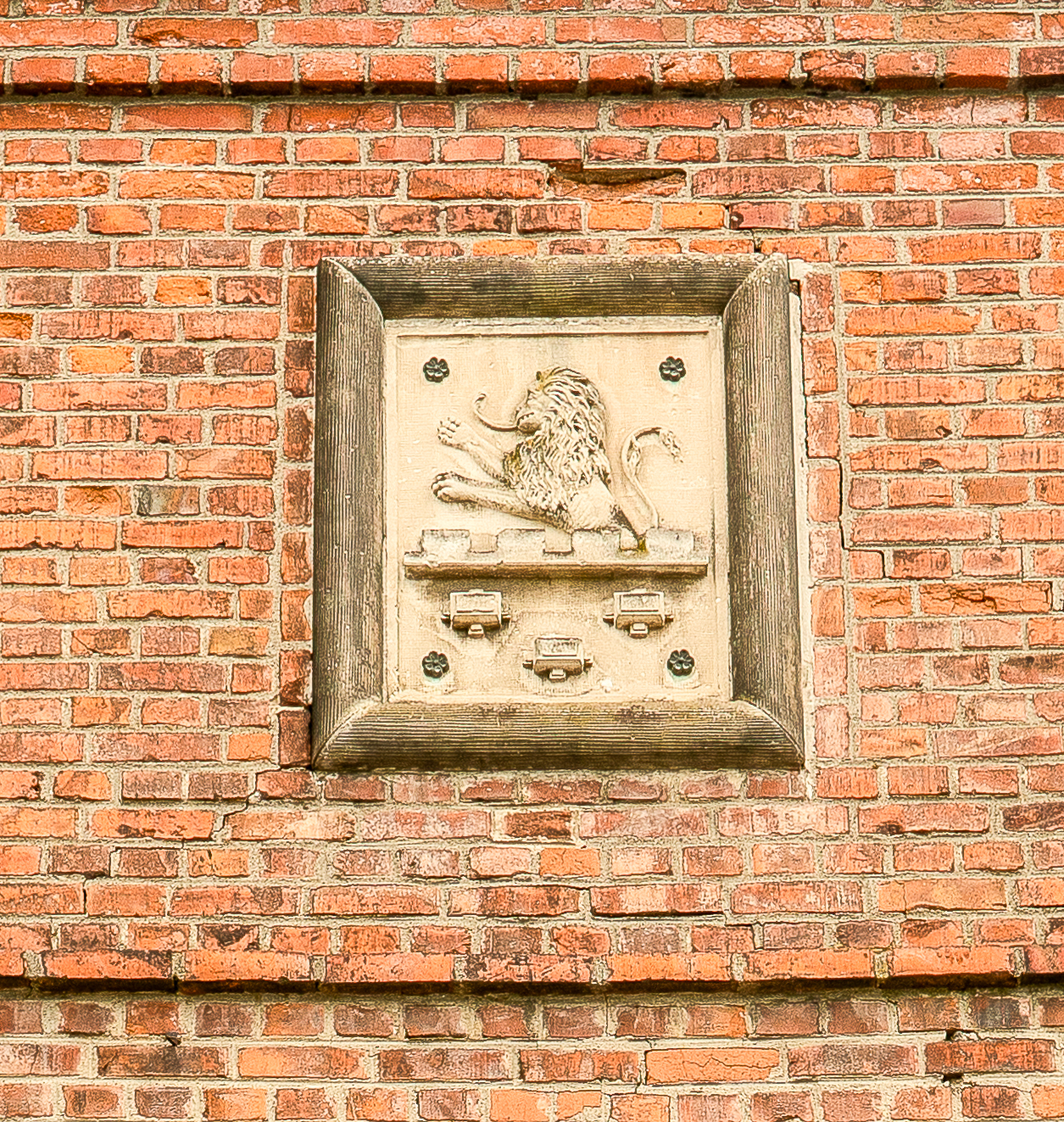
Herb
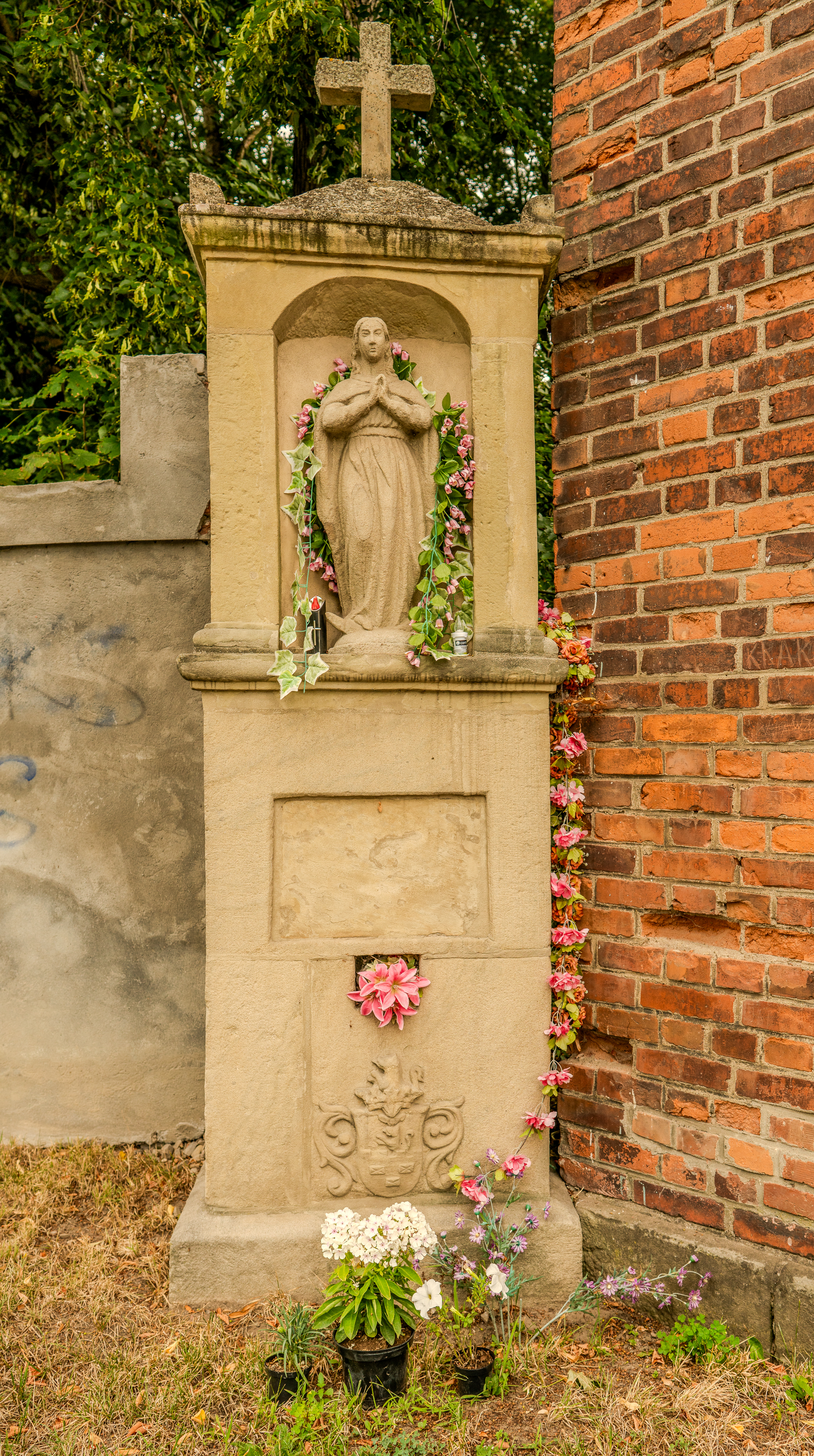
Kapliczka przy bramie